# 濱海義山站
濱海義山站位於新北市淡水區濱海路二段及義山路一段交叉口，是淡海輕軌綠山線的車站，此車站與淡水行政中心站之間的路段為地面段至高架段之過渡帶。

## 月台構造
- 島式月台[3][4]。

### 月台配置
| 地面               |                                                       |
| 一月台             | ← 淡海輕軌 往崁頂／淡水漁人碼頭方向（V09 濱海沙崙站） |
| 島式月台，左側開門 |                                                       |
| 二月台             | → 淡海輕軌 往紅樹林方向（V07 淡水行政中心站）→        |
| 出入口             |                                                       |

## 歷史
- 2016年5月13日：站名決定[5]。
- 2018年12月23日：綠山線通車[6][7][8][1] 。

## 利用狀況
| 年   | 年間    | 年間    | 年間     | 年間     | 1日平均 | 1日平均 |
| 年   | 上車    | 下車    | 上下車計 | 來源     | 上車    | 上下車  |
| ---- | ------- | ------- | -------- | -------- | ------- | ------- |
| 2018 | 沒資料  | 沒資料  | 沒資料   | [ 註 1 ] | 沒資料  | 沒資料  |
| 2019 | 146,000 | 197,000 | 343,000  | [ 註 2 ] | 437     | 1,027   |

## 車站周邊
- 新北市公共自行車租賃系統
  - 輕軌濱海義山站
  - 輕軌濱海義山站(西南側)

## 公車資訊
新北市公車
| 編號              | 經營業者 | 區間                      | 備註                           |
| ----------------- | -------- | ------------------------- | ------------------------------ |
| 873               | 淡水客運 | 捷運淡水站 - 中和里       | 停靠濱海義山口                 |
| 881               | 指南客運 | 捷運淡水站 - 淡海         | 停靠輕軌濱海義山站             |
| 894               | 淡水客運 | 捷運淡水站 - 淡海新市鎮   | 停靠沙崙義山路口               |
| 957               | 淡水客運 | 捷運劍南路站 - 淡海新市鎮 | 停靠捷運悅境公園站             |
| 983淡海線先導公車 | 淡水客運 | 捷運關渡站 - 淡海新市鎮   | 停靠輕軌濱海義山站             |
| 紅37              | 淡水客運 | 捷運淡水站 - 淡海新市鎮   | 停靠捷運悅境公園站、濱海義山口 |
| 紅51              | 淡水客運 | 捷運淡水站 - 淡海新市鎮   | 停靠濱海義山口                 |

## 腳註

### 備註
1. ↑  2018年12月24日營運開始，但免費。
2. ↑  108年新北市捷運統計年報（來源：新北捷運公司。2018年12月23日營運開始，2020年2月1日起開始收費，運量從此日開始計334天）[9]

### 來源資料
1. 1 2  .   [2018-12-24]. （原始内容存档于2020-06-07）.
2. ↑  李雅雯. . 自由時報電子報. 2015-09-18  [2015-09-17]. （原始内容存档于2020-06-07） （中文（臺灣））.
3. ↑  高速鐵路工程局、新北市政府. . 新北捷運公司: 頁7-5. 2013-03  [2018-11-30]. （原始内容存档于2018-11-30）.
4. ↑  . 新北市政府捷運工程局. 2018-10-17  [2018-12-02]. （原始内容存档于2018-12-02）. 三環三線進度公開專頁
5. ↑  何玉華，淡海輕軌14車站 完成命名 （页面存档备份，存于） ，自由時報，2016-05-13
6. ↑  黃瀞瑩、陳宥蓉、鄭仕欣，朱立倫不讓政績被收割！淡海輕軌拚12/25卸任前試營運 ，三立新聞網，2018-11-29
7. ↑  黃紫緹，淡海輕軌12/23通車 加速帶動區域發展；明年6月起淡海輕軌將導入全國最多的9大行動支付工具 （页面存档备份，存于），台灣英文新聞，2018-12-18
8. ↑  賴筱桐，卸任前送大禮 朱立倫宣布淡海輕軌23日通車 （页面存档备份，存于），自由時報電子報，2018-12-18
9. ↑   (PDF). 新北市政府捷運工程局: 44–48. 2020-06-04  [2020-06-06]. （原始内容存档 (PDF)于2020-06-07）.

## 外部連結
- 新北大眾捷運股份有限公司 （页面存档备份，存于）
- 新北市政府捷運工程局 （页面存档备份，存于）